# Rudolph Brückner
Rudolph „Rudi“ Brückner (* 22. Juli 1955 in Wuppertal) ist ein deutscher Sportmoderator und -kommentator.

## Jugendzeit und Ausbildung
In seiner Jugend besuchte Brückner das Sportinternat in Bad Sooden-Allendorf und machte dabei mit starken Leistungen in der Leichtathletik auf sich aufmerksam. 1975 wurde er schnellster Junior über 800 m in Deutschland. 1977 gehörte er deshalb auch der Sportfördergruppe der Bundeswehr an. 1980 musste Brückner seine Sportkarriere verletzungsbedingt beenden.
1975 machte Brückner sein Abitur, ab 1978 studierte er Germanistik und Sport auf Lehramt in Bonn. 1982 schloss Brückner das Studium erfolgreich ab und bestand 1983 sein Zweites Staatsexamen für das Lehramt in der Sekundarstufe I. Im selben Jahr arbeitete er als freier Mitarbeiter beim Bonner General-Anzeiger und absolvierte ein Volontariat beim WDR.

## Karriere als Sportjournalist und -moderator
Nachdem Brückner keine Anstellung als Lehrer gefunden hatte, entschloss er sich, als Sportjournalist zu arbeiten. 1985 war Brückner Leiter in der Abteilung Sport im WDR-Landesstudio Dortmund. Von 1990 bis 1993 arbeitete Brückner beim ZDF als Sportredakteur und -moderator. Er berichtete von der Fußball-WM, -EM und den Olympischen Spielen in Barcelona.
Ab 1994 arbeitete Brückner beim DSF, wo er ab 1995 Chefmoderator war. Vom 3. September 1995 bis zum 22. Februar 2004 moderierte Brückner die Fußball-Talkrunde Doppelpass, welchen er im Herbst 2021 aufgrund einer Erkrankung des erst zur Saison 2021/22 neuen Moderators Florian König abermals als Vertretung übernahm. Seit Oktober 2004 hat er bei der Bonner Akademie für Management-Kommunikation und Redenschreiben eine Dozentur für Moderation und Medientraining.
Ab 2005 arbeitete Brückner bei Eurosport, wo er oft als Kommentator im Einsatz war. Er moderierte dort auch die Fußball-Talkshow Dropkick, unter anderem mit Sonderausgaben zum Confederations-Cup 2005 und zur Fußball-WM 2006. Nach 21 Ausgaben wurde die Sendung wieder eingestellt.
Ebenfalls 2005 gründete Brückner die Brueckmedia GmbH.
Von Oktober 2009 bis Oktober 2013 moderierte er die Sport-Talkrunde Sport und Talk aus dem Hangar-7 auf dem österreichischen Privatsender Servus TV.
Seit Juli 2013 arbeitete Brückner als Moderator für Sport1.FM. 2015 moderierte Brückner den Fußballtalk Ultra auf Tele 5. Er moderierte seit August 2016 den Fußballtalk Fantalk und von August 2022 bis November 2022 die Talksendung Rudi Brückner – Der Talk am Montag auf Sport1.

## Privat
Rudolph Brückner ist seit 1980 verheiratet und hat vier Söhne. Er lebt mit seiner Familie auf einem Bauernhof nordöstlich von München. Er ist Fan von Borussia Dortmund.